# Джеймс Макгенрі
Джеймс Макге́нрі (англ. James McHenry; 1753–1816)  — американський державний діяч, другий делегат, який народився в Ірландії. Переїхав до Америки в 1771 році, наступного року умовив переїхати свою родину. Вивчав поезію і медицину, під час війни за незалежність працював хірургом. В 1781 році залишив військову службу і був обраний до сенату Меріленду. Обирався також до Континентального конгресу. Залишав Філадельфійський конвент через хвороби родичів, тому був відсутній на всіх засіданнях у червні і липні. Після конвенту був конгресменом у штаті Меріленд і міністром оборони. Після відставки у 1800 році присвятив себе переважно літературній діяльності.